# Bó (toán học)
Trong toán học, bó là một khái niệm cho phép mô tả thông tin gắn với các tập mở của một không gian tô pô (thí dụ như các hàm liên tục xác định trên các tập mở). Với mỗi bó, ta có thể gán một không gian étalé chứa lượng thông tin tương đương.

## Định nghĩa

### Tiền bó
Xét một không gian tôpô X và một phạm trù C. Thông thường C là phạm trù các tập hợp, phạm trù các nhóm, phạm trù các nhóm abelian hoặc phạm trù các vành giao hoán. Một tiền bó F trên X là một hàm tử với các giá trị trong C được cho bởi dữ liệu sau:
- Với mỗi tập mở U của X, có một đối tượng F(U) trong C
- Đối với mỗi cặp tập mở V ⊆ U, có một cấu xạ tương ứng {\displaystyle \operatorname {res} _{V,U}\colon F(U)\rightarrow F(V)} trong phạm trù C.

Cấu xạ res V, U được gọi là cấu xạ thu hẹp. Nếu s ∈ F(U), thì thu hẹp của nó là resV,U(s) thường được ký hiệu là s|V giống như là sự thu hẹp của một hàm số. Các cấu xạ thu hẹp thỏa mãn:
- Với mỗi tập mở U của X, cấu xạ thu hẹp resU,U: F(U) → F(U) là cấu xạ đồng nhất trên F(U).
- Nếu chúng ta có ba tập mở W ⊆ V ⊆ U, thì cấu xạ hợp resW,V o resV,U bằng với resW,U.

Ta ký hiệu tiền bó F trên X là {\displaystyle (X,F)}.

### Bó
Một bó là một tiền bó với các giá trị trong phạm trù tập hợp thỏa mãn hai tiên đề sau:
1. (Tính cục bộ) Nếu (Ui) là một phủ mở của một tập mở U và nếu s,t ∈ F(U) sao cho s|Ui= t|Ui với mọi Ui, thì s = t.
2. (Tính kết dính) Nếu (Ui) là một phủ mở của một tập mở U và nếu với mỗi i, tồn tại một nhát cắt si ∈ F(Ui) sao cho với mỗi cặp Ui, Uj, thu hẹp của si và sj bằng nhau trên phần giao: si|Ui∩Uj = sj|Ui∩Uj, thì tồn tại một nhát cắt s ∈ F(U) sao cho s|Ui = si với mọi i.

Tiền bó dùng để định nghĩa bó cũng được gọi là tiền bó nền của bó đó.

### Ví dụ
1. Trên một không gian tôpô {\displaystyle X}, ta có bó không gian véc tơ các hàm liên tục {\displaystyle {\mathcal {C}}}. Với mọi tập mở {\displaystyle U\subset X}, {\displaystyle {\mathcal {C}}(U)} là không gian véc tơ các hàm liên tục trên {\displaystyle U}.
2. Trên một đa tạp vi phân {\displaystyle M}, ta có bó không gian véc tơ các hàm trơn {\displaystyle {\mathcal {C}}^{\infty }}.
3. Trên một diện Riemann {\displaystyle S}, ta có bó không gian véc tơ phức các hàm chỉnh hình {\displaystyle {\mathcal {H}}}.
4. Giả sử ta có một phân thớ véc tơ {\displaystyle E\rightarrow M}. Thế thì các nhát cắt của {\displaystyle E} tạo thành một bó {\displaystyle \Gamma (E,\cdot )} trên {\displaystyle M}. Ứng với mỗi tập mở {\displaystyle U\subset M} ta có không gian véc tơ {\displaystyle \Gamma (E,U)}, là không gian các nhát cắt của {\displaystyle E} trên {\displaystyle U}.

### Cấu xạ
Gọi F và G là hai bó trên X với hệ số trong phạm trù C.  Một cấu xạ {\displaystyle \varphi :G\to F} là một phép gán một cấu xạ {\displaystyle \varphi _{U}:G(U)\to F(U)} với mỗi tập mở U của X sao cho giản đồ sau giao hoán
{\displaystyle {\begin{array}{rcl}G(U)&{\xrightarrow {\quad \varphi _{U}\quad }}&F(U)\\r_{V,U}{\Biggl \downarrow }&&{\Biggl \downarrow }r_{V,U}\\G(V)&{\xrightarrow[{\quad \varphi _{V}\quad }]{}}&F(V)\end{array}}}
Coi một bó như một hàm tử, thế thì một cấu xạ giữa các bó cũng chính là một phép biến đổi tự nhiên giữa các hàm tử tương ứng.
Với các cấu xạ được định nghĩa như trên, cùng với phép hợp tự nhiên, các bó tạo thành một phạm trù: phạm trù các bó.
Ta có thể chứng minh rằng một đơn cấu (đẳng cấu) bó thì cảm sinh các đơn cấu (đẳng cấu) trên mỗi tập mở {\displaystyle U} của {\displaystyle X}.
Tuy nhiên điều này không còn đúng cho các toàn cấu.
Ví dụ, xét bó các hàm trơn {\displaystyle \Omega ^{0}} và bó các dạng vi phân bậc nhất {\displaystyle \Omega ^{1}} trên một đa tạp trơn {\displaystyle M}. Phép vi phân {\displaystyle d_{U}:\Omega ^{0}(U)\rightarrow \Omega ^{1}(U)} cho ta một toàn cấu bó. Thật vậy, xét một bó {\displaystyle {\mathcal {F}}} và các cấu xạ {\displaystyle g_{1},g_{2}:\Omega ^{1}\rightarrow {\mathcal {F}}} sao cho {\displaystyle g_{1}\circ d=g_{2}\circ d}, tức là với mọi {\displaystyle U}, {\displaystyle (g_{1})_{U}\circ d_{U}=(g_{2})_{U}\circ d_{U}}. Xét một nhát cắt {\displaystyle s\in \Omega ^{1}(V)}. Ta có {\displaystyle (g_{1})_{U}(s|_{U})=(g_{2})_{U}(s|_{U})} với {\displaystyle U} đủ nhỏ để {\displaystyle s|_{U}\in \mathrm {Im} (d)} (một tập {\displaystyle U} như vậy tồn tại theo bổ đề Poincaré). Do tính kết dính, ta kết luận rằng {\displaystyle g_{1}(s)=g_{2}(s)}. Suy ra {\displaystyle g_{1}=g_{2}}, suy ra {\displaystyle d} là một toàn cấu bó. Tuy nhiên {\displaystyle d_{U}} không phải lúc nào cũng là một toàn ánh (nó là một toàn ánh khi và chỉ khi {\displaystyle H^{1}(U)\simeq 0}), ví dụ ta có thể chọn {\displaystyle M=U=\mathbb {S} ^{1}}.

### Phạm trù các bó trên một không gian tô pô
Các bó (với hệ số trong một phạm trù {\displaystyle C} nhất định) trên một không gian tô pô {\displaystyle X} cùng với các cấu xạ bó tạo thành phạm trù các {\displaystyle C}-bó trên không gian tô pô {\displaystyle X}.

## Thớ
Không gian thớ {\displaystyle {\mathcal {F}}_{x}} của một bó {\displaystyle {\mathcal {F}}} mô tả hành vi của bó {\displaystyle {\mathcal {F}}} xung quanh một điểm x ∈ X, tổng quát hóa khái niệm mầm.
Thớ {\displaystyle {\mathcal {F}}_{x}} được định nghĩa bởi
{\displaystyle {\mathcal {F}}_{x}=\varinjlim _{U\ni x}{\mathcal {F}}(U),}
giới hạn trực tiếp được lấy trên mọi tập mở của X chứa x. Nói cách khác, một phần tử của thớ được cho bởi một nhát cắt trên một lân cận chứa x, và hai nhát cắt sẽ được cho là tương đương nếu chúng bằng nhau trên một lân cận đủ nhỏ của x.
Cấu xạ tự nhiên {\displaystyle \rho _{x}:F(U)\rightarrow F_{x}} gửi nhát cắt {\displaystyle s} thuộc {\displaystyle F(U)} tới mầm của nó tại x.

## Tính chất

### Tính chất củađịnh lý đồng nhất
Một tiền bó {\displaystyle (X,F)} được gọi là có tính chất của định lý đồng nhất nếu nó thỏa mãn tính chất sau
Giả sử {\displaystyle Y\subset X} là một miền con (i.e. một tập con mở liên thông) của {\displaystyle X}, {\displaystyle f} và {\displaystyle g} là hai nhát cắt trong {\displaystyle F(Y)} và {\displaystyle a} là một điểm thuộc {\displaystyle Y} sao cho {\displaystyle \rho _{a}(f)=\rho _{a}(g)}. Thế thì {\displaystyle f=g}.
Nếu {\displaystyle X} là một không gian Hausdorff liên thông địa phương thì {\displaystyle F} thỏa mãn tính chất của định lý đồng nhất khi và chỉ khi không gian étalé tương ứng là một không gian Hausdorff.
Bó các hàm chỉnh hình, bó các hàm phân hình trên một mặt Riemann và bó các nhát cắt song song trên một phân thớ véc-tơ (được trang bị một liên kết) đều là các bó thỏa mãn tính chất của định lý đồng nhất.